# 大阪市立新庄小学校
大阪市立新庄小学校（おおさかしりつ しんじょうしょうがっこう）は、大阪府大阪市東淀川区にある公立小学校。
旧西成郡新庄村の小学校として、1875年に創立した。

## 沿革
- 1875年9月14日 - 開校。
- 1938年4月20日 - 従来の校区の一部を、新設の大阪市菅原尋常小学校（現在の大阪市立菅原小学校）の校区へ分離。
- 1941年4月1日 - 国民学校令により、大阪市新庄国民学校に改称。
- 1944年 - 豊能郡東能勢村（現在の豊能町）へ集団疎開。
- 1947年4月1日 - 学制改革により、大阪市立新庄小学校に改称。小松分校（現在の大阪市立小松小学校）を設置。
- 1952年9月1日 - 小松分校が大阪市立小松小学校として独立開校。
- 1957年1月28日 - 下新庄分校を設置。
- 1958年4月1日 - 下新庄分校が大阪市立下新庄小学校として独立開校。
- 1973年4月1日 - 従来の校区の一部を、新設の大阪市立豊新小学校の校区へ分離。

## 通学区域
- 大阪市東淀川区 上新庄1丁目（一部を除く）、上新庄2丁目、上新庄3丁目（一部を除く）、小松1丁目（一部）、瑞光1丁目、瑞光2丁目（一部）。

卒業生は大阪市立新東淀中学校に進学する。

## 出身者
- 池田理代子 - 漫画家　福田光輝-プロ野球ロッテ

## 交通
- 阪急京都線 上新庄駅 西へすぐ。